# Lijst van voetbalinterlands Botswana - Congo-Kinshasa (vrouwen)
Deze lijst van voetbalinterlands is een overzicht van alle officiële voetbalinterlands tussen de nationale vrouwenteams van Botswana en Congo-Kinshasa. De landen hebben tot nu toe vier keer tegen elkaar gespeeld. 

## Wedstrijden
| № | Plaats      | Datum            | Competitie                   | Wedstrijd                 | Uitslag |
| - | ----------- | ---------------- | ---------------------------- | ------------------------- | ------- |
| 1 | Gaborone    | 7 maart 2010     | Afrika Cup 2010 kwalificatie | Botswana − Congo-Kinshasa | 0 − 2   |
| 2 | Kinshasa    | 19 maart 2010    | Afrika Cup 2010 kwalificatie | Congo-Kinshasa − Botswana | 5 − 2   |
| 3 | Francistown | 20 februari 2025 | Afrika Cup 2026 kwalificatie | Botswana − Congo-Kinshasa | 0 − 2   |
| 4 | Kinshasa    | 26 februari 2025 | Afrika Cup 2026 kwalificatie | Congo-Kinshasa − Botswana | 0 − 0   |

## Samenvatting
| Competitie              | Totaal gespeeld | Winst Botswana | Gelijk | Winst Congo-Kinshasa | Doelsaldo Botswana – Congo-Kinshasa |
| ----------------------- | --------------- | -------------- | ------ | -------------------- | ----------------------------------- |
| Afrika Cup kwalificatie | 4               | 0              | 1      | 3                    | 2 − 9                               |
| Totaal                  | 4               | 0              | 1      | 3                    | 2 − 9                               |